# Songs in the Key of Life
Songs in the Key of Life (Canciones en clave de vida) es un triple álbum (dos LP y un EP) del cantante y compositor estadounidense Stevie Wonder.

## Discográfica
Publicado en 1976, Wonder tardó más de dos años en sacar este disco, con la consiguiente impaciencia de su discográfica, Motown, con la que acababa de firmar un contrato por siete años y 13 millones de dólares. Este contrato suponía la cantidad más importante de la historia de la música en aquel momento.

## Ventas
Sin embargo, la espera tuvo una buena recompensa: más de 9 millones de copias vendidas, uno de los 15 álbumes de más éxito en ventas de los años 1970. El disco fue el primero de un artista estadounidense en alcanzar el número uno en su país la misma semana en que salía a la venta, en ese puesto continuó durante 14 semanas.

## El trabajo
Este trabajo de Wonder tiene 21 canciones divididas en dos discos y un EP con cuatro canciones. Dos de esas canciones (Sir Duke y I Wish) alcanzaron el número uno como sencillos y otra más entró en la lista de títulos memorables de Wonder: Isn't She Lovely?, canción de más de seis minutos que Wonder se negó a editar en su salida a sencillo y que está dedicada al nacimiento de su hija.
El disco obtuvo cuatro premios Grammy: Mejor disco del año, Mejor producción, Mejor interpretación masculina vocal pop y Mejor interpretación vocal Rhythm & Blues por I Wish.
Asimismo, en 2003, en una edición especial, la revista Rolling Stone posicionó el álbum en el puesto 56 de su lista de los 500 mejores álbumes de todos los tiempos.  Además en 2020 fue posicionado en el puesto 4

## Equipo
Para este disco Wonder contó con un numerosísimo equipo de colaboradores:
- Stevie Wonder - armónica, teclado y voz. Producción.
- Michael Sembello	 - 	Guitarra
- Sneaky Pete Kleinow	 - 	Pedal Steel
- George Benson	 - 	Guitarra, voz
- Ronnie Foster	 - 	Órgano
- Herbie Hancock	 - 	Teclado, palmas
- Dean Parks	 - 	Guitarra
- Greg Phillinganes	 - 	Teclado
- W.G. "Snuffy" Walden	 - 	Guitarra
- Nathan Watts	 - 	Bajo, voz y palmas
- Greg Brown	 - 	Batería
- Raymond Lee Pounds	 - 	Batería
- Hank Redd	 - 	Saxo (alto y tenor)
- George Bohannon	 - 	Trombón
- Ben Bridges	 - 	Guitarra, sitar
- Dorothy Ashby	 - 	Arpa
- Bobbi Humphrey	 - 	Flauta
- Howard Buzzy Feiten	 - 	Guitarra
- Steve Madaio	 - 	Trompeta
- Trevor Lawrence	 - 	Saxo (Tenor)
- Glen Ferris	 - 	Trombón
- Jim Horn	 - 	Saxo
- Deniece Williams	 - 	Voz
- Minnie Riperton	 - 	Voz
- Gary Byrd	 - 	Voz
- Michael Wycoff	 - 	Voz
- Larry Scott	 - 	Efectos de sonido
- Carol Cole	 - 	Percusión
- Bobbye Hall	 - 	Percusión
- Jay Boy Adams	 - 	Voz
- Nathan Alford, Jr.	 - 	Percusión
- Henry America	 - 	Voz
- Linda America	 - 	Voz
- Baradras	 - 	Voz
- Brenda Barnett	 - 	Voz
- Khalif Bobatoon	 - 	Voz
- Starshemah Bobatoon	 - 	Voz
- Sudana Bobatoon	 - 	Voz
- Charles Brewer	 - 	Percusión, planificación, voz
- Shirley Brewer	 - 	Percusión, voz, parte hablada
- Berry Briges	 - 	Voz
- Cecilia Brown	 - 	Voz
- Eddie "Bongo" Brown	 - 	Percusión
- Jean Brown	 - 	Voz
- Rodney Brown	 - 	Voz
- Colleen Carleton	 - 	Percusión, voz
- Addie Cox	 - 	Voz
- Agnideva Dasa	 - 	Voz
- Duryodhana Guru Dasa	 - 	Voz
- Jayasacinandana Dasa	 - 	Voz
- Jitamrtyi Dasa	 - 	Voz
- Vedavyasa Dasa	 - 	Voz
- Cinmayi Dasi	 - 	Voz
- Yogamaya Dasi	 - 	Voz
- Carolyn Dennis	 - 	Voz
- Bhakta Eddie	 - 	Voz
- Doe Rani Edwards	 - 	Voz
- Jacqueline F. English	 - 	Voz
- Ethel Enoex	 - 	Voz
- Al Jocko Fann	 - 	Voz
- Barbara Fann	 - 	Voz
- Melani Fann	 - 	Voz
- Shelley Fann	 - 	Voz
- Tracy Fann	 - 	Voz
- John Fischbach	 - 	Percusión, planificación, voz, ingeniero
- Susie Fuzzell	 - 	Voz
- Carmelo Garcia	 - 	Percusión, timbales
- Anthony Givens	 - 	Voz
- Audrey Givens	 - 	Voz
- Derrick Givens	 - 	Voz
- Mildred Givens	 - 	Voz
- Michael Lee Gray	 - 	Voz
- Mimi Green	 - 	Voz
- Susaye Greene Brown	 - 	Voz
- Bhakta Gregory	 - 	Voz
- Renee Hardaway	 - 	Percusión, voz
- John Harris	 - 	Efectos de sonido
- Jeania Harris	 - 	Voz
- John Harris	 - 	Planificación
- Troy Harris	 - 	Voz
- Nelson Hayes	 - 	Percusión, efectos de sonido, voz
- Terry Hendricks	 - 	Voz
- H. David Henson - 	Ingeniero
- Don Hunter	 - 	Planificación, efectos de sonido
- Adrian Janes	 - 	Voz
- Josie James	 - 	Voz
- Calvin Johnson	 - 	Voz
- Carol Johnson	 - 	Voz
- Patricia Johnson	 - 	Voz
- Madelaine Jones	 - 	Voz
- Bhakta Kevin	 - 	Voz
- Phillip Kimble	 - 	Voz
- James Lambert	 - 	Voz
- Linda Lawrence	 - 	Voz
- Irma Leslie	 - 	Voz
- Kim Lewis	 - 	Voz
- Carl Lockhart	 - 	Voz
- Gail Lockhart	 - 	Voz
- Raymond Maldonado	 - 	Percusión, trompeta
- Carolyn Massenburg	 - 	Voz
- Artice May	 - 	Voz
- Charity McCrary	 - 	Voz
- Linda McCrary-Campbell	 - 	Voz
- Lonnie Morgan	 - 	Voz
- Kim Nixon	 - 	Voz
- Lisa Nixon	 - 	Voz
- Larri Nuckens	 - 	Voz
- Larry Latimer	 - 	Percusión, voz
- Amale Mathews	 - 	Percusión, voz
- Edna Orso	 - 	Percusión, voz
- Marietta Waters	 - 	Percusión, voz
- Josette Valentino	 - 	Percusión, voz, palmas
- Gwen Perry	 - 	Voz
- Gregory Rudd	 - 	Voz
- Rukmini	 - 	Voz
- Yolanda Simmons	 - 	Voz, palmas
- Keith Slaughter	 - 	Voz
- Rosona Starks	 - 	Voz
- Dennis Swindell	 - 	Voz
- Sundray Tucker	 - 	Voz
- Gary Veney	 - 	Voz
- Sheryl Walker	 - 	Voz
- Mary Lee Whitney	 - 	Voz
- Syreeta Wright	 - 	Voz
- Michael Gray	 - 	Voz
- Susaye Greene	 - 	Voz
- William Moore	 - 	Voz
- Fountain Jones	 - 	Planificación

## Canciones

### Disco uno
1. "Love's in Need of Love Today" (Wonder) – 7:05
2. "Have a Talk with God" (Hardaway/Wonder) – 2:42
3. "Village Ghetto Land" (Byrd/Wonder) – 3:25
4. "Contusion" (Wonder) – 3:45
5. "Sir Duke" (Wonder) – 3:54
6. "I Wish" (Wonder) – 4:12
7. "Knocks Me Off My Feet" (Wonder) – 3:36
8. "Pastime Paradise" (Wonder) – 3:27
9. "Summer Soft" (Wonder) – 4:14
10. "Ordinary Pain" (Wonder) – 6:23

### Disco dos
1. "Isn't She Lovely" (Wonder) – 6:34
2. "Joy Inside My Tears" (Wonder) – 6:29
3. "Black Man" (Byrd/Wonder) – 8:29
4. "Ngiculela - Es Una Historia - I Am Singing" (Wonder) – 3:48
5. "If It's Magic" (Wonder) – 3:12
6. "As" (Wonder) – 7:08
7. "Another Star" (Wonder) – 8:28

### A Something's Extra Bonus
1. "Saturn" (Sembello/Wonder) – 4:53
2. "Ebony Eyes" (Wonder) – 4:08
3. "All Day Sucker" (Wonder) – 5:05
4. "Easy Goin' Evening (My Mama's Call)" (Wonder) – 3:56

El EP A Something's Extra Bonus se incluyó en la edición especial del álbum original. Estas canciones también se han reeditado en la mayoría de las versiones en CD que se han hecho, si bien en ocasiones divididas entre los dos discos y en otras añadidas al final del segundo disco.

## Sencillos
Estos son los sencillos que entraron en las listas de éxitos de Estados Unidos junto con el puesto que alcanzaron en ellas.
- 1976: Another Star (Club Play Singles) - n.º 2
- 1977: Sir Duke	(Adult Contemporary) - n.º 3
- 1977: I Wish (Adult Contemporary) - n.º 23
- 1977: Isn't She Lovely (Adult Contemporary) - n.º 23
- 1977: Another Star (Pop Singles) - n.º 32
- 1977: I Wish (Pop Singles) - n.º 1
- 1977: Sir Duke	(Pop Singles) - n.º 1
- 1977: Another Star (Black Singles) - n.º 18
- 1977: Another Star (Adult Contemporary) - n.º 29
- 1977: As (Black Singles) - n.º 36
- 1977: I Wish (Black Singles) - n.º 1
- 1977: Sir Duke (Black Singles) - n.º 1
- 1977: As (Adult Contemporary) - n.º 24
- 1978: As (Pop Singles) - n.º 36
- 1978: Knocks Me Off My Feet (Pop Singles) - n.º 11
- 1978: Knocks Me Off My Feet (Black Singles) - n.º 4